# Moranbong-Park

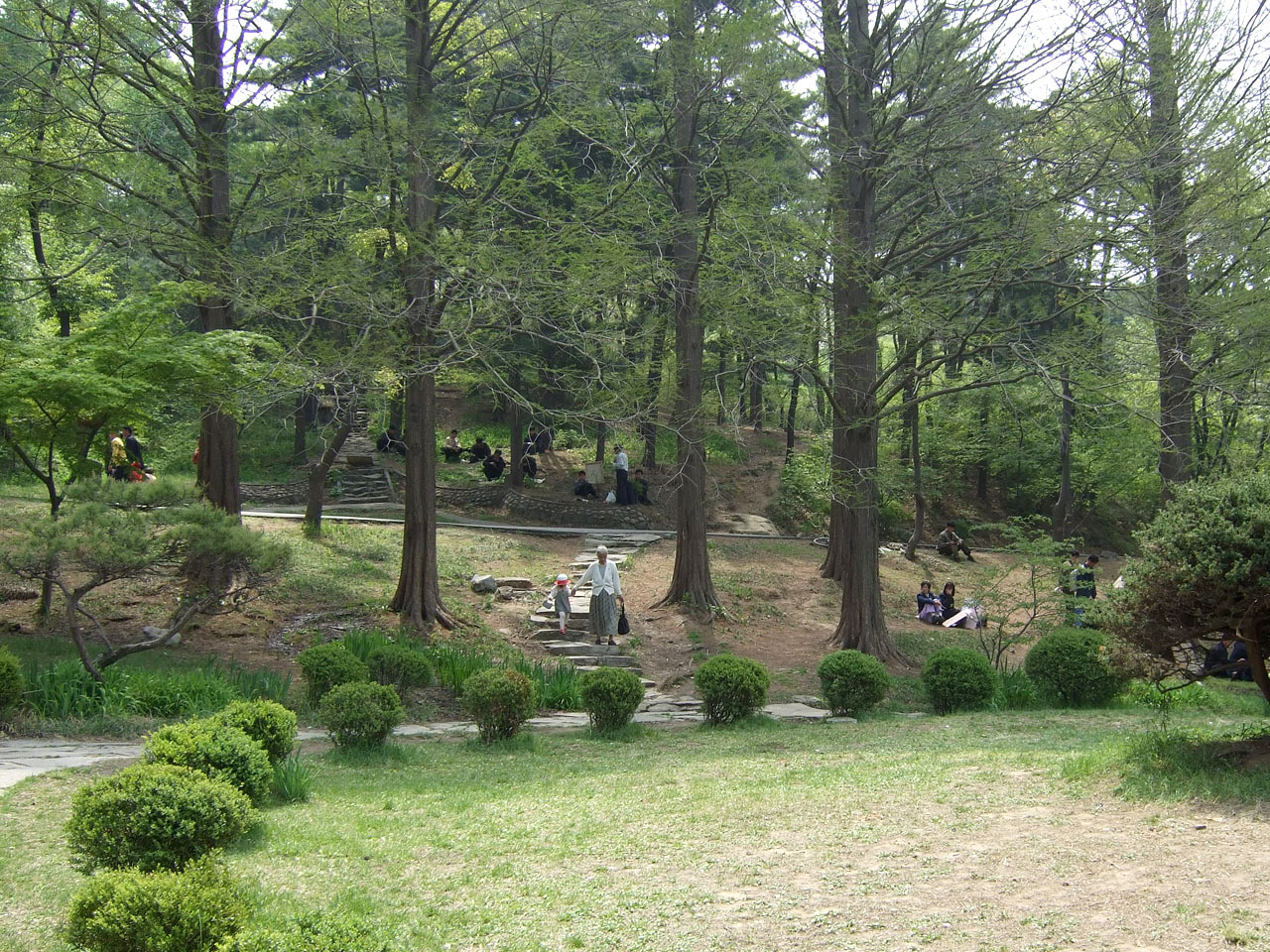
Moranbong Park

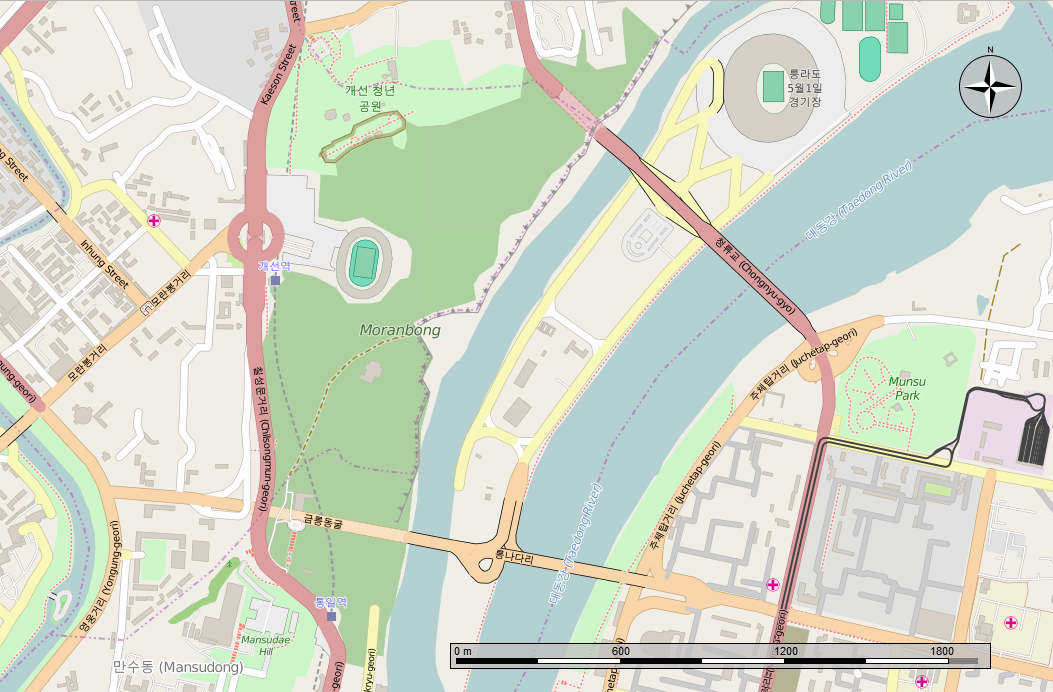
Karte des Moranbong Parks

Der Moranbong-Park ist der größte Park von Pjöngjang, der Hauptstadt von Nordkorea. Er liegt im gleichnamigen Bezirk Moranbong-guyŏk und grenzt an den Fluss Taedong. Er ist ein beliebtes Ausflugsziel für die städtische Bevölkerung. Bekannt ist er auch wegen seiner geschichtlichen Bedeutung und der zahlreichen Monumente.

## Lage und Nachbarschaft
Mehrere Sehenswürdigkeiten befinden sich auf dem Gelände des Moranbong-Parks oder an seinem Rande: der monumentale Triumphbogen, das Kim-Il-Sung-Fußballstadion, der 150 Meter hohe Fernsehturm und das 1946 erbaute Moranbong-Theater sowie der 1959 errichtete Chinesisch-koreanische Freundschaftsturm. Am Fuß des Hügels befinden sich verschiedene Einrichtungen, die an die Revolution und die „Leistungen“ von Kim Il-sung erinnern sollen. Der Park um den Hügel ist ein Naherholungsgebiet mit Restaurants, einem kleinen Zoo, einem Open-air-Theater und Einrichtungen für die Jugend. Am westlichen Rand des Parkes befinden sich die Metrostation Kaesŏn und Tongil der Metro Pjöngjang. 

## Etymologie
Der Name „Moranbong“ bedeutet Moran-Hügel, wobei „Moran“ die Bezeichnung für die Pfingstrose ist. Der 95 Meter hohe Hügel ist Teil der Revolutionsgeschichte des ersten kommunistischen Präsidenten Kim Il-sung. Am Fuß des Hügels hielt er angeblich in den 1940er Jahren eine wichtige Rede nach seiner Rückkehr aus dem Exil.

## Gleichnamige Mädchenband
Den gleichen Namen trägt die Moranbong-Mädchenband, die in Nordkorea sehr populär ist. Angeblich hat Präsident Kim Jong-un die Bandmitglieder alle selbst ausgesucht und zu hochdekorierten Soldatinnen ernannt.